# Shadows unbound
Shadows unbound is een studioalbum van Nathan Mahl. Het werd opgenomen in de geluidsstudio Subversia van sepetmeber tot en met december 2002. Het is gebaseerd op muziek die bandleider Guy LeBlanc schreef in de periode 1994 tot 1997 toen de band grotendeels stil lag. Een aantal tracks kwam al voor op het album The clever use of shadows. Er werden vergelijkingen gemaakt met muziek van Gentle Giant en Return To Forever, binnen de mengeling progressieve rock en fusion. Na Shadows unbound werd het weer jaren stil rondom Nathan Mahl.

## Musici
- Guy LeBlanc – toetsinstrumenten, zang
- Mark Spenard – gitaar, zang
- Don Prince – basgitaar
- Dan Lacasse – drumstel
- Jean-Pierre Ranger – zang, baspedalen

## Muziek
| Nr. | Titel                                                    | Duur  |
| --- | -------------------------------------------------------- | ----- |
| 1.  | Without words (van A clever use of shadows)              | 9:56  |
| 2.  | Between here and there                                   | 5:40  |
| 3.  | Shadows unbound                                          | 9:48  |
| 4.  | Funkface                                                 | 6:06  |
| 5.  | Beyond the rims of despair (van A clever use of shadows) | 9:14  |
| 6.  | Scumsucking parasites                                    | 4:06  |
| 7.  | Misleading agenda                                        | 9:46  |
| 8.  | A call to arms (van A clever use of shadows)             | 10:16 |